# Beoosten de Eem
Het waterschap Beoosten de Eem was een fusiewaterschap in de Nederlandse provincie Utrecht. Het waterschap omvatte het gebied ten oosten van de rivier de Eem en was in 1929 gevormd uit de volgende voormalige waterschappen:
1. De Bunschoter en Duister Uitwatering in Zee
2. De Gecombineerde Stoombemaling van de Zelderdsche wetering
3. De Haar (onder de gemeenten Hoogland en Baarn)
4. De Hond
5. De Slaag
6. Duist-Nieuweland
7. Eemland
8. Bikkerswaterschap
9. Noorderwaterschap
10. Oosterwaterschap
11. Vereenigd Sint-Nicolaas- en Rikvisscherswaterschap
12. Neêrzelderd
13. Overzelderd

In 1942 werden hieraan toegevoegd :
1. Het Bekaaide Maats-waterschap
2. Hoogheemraadschap van den Bunschoter Veen- en Veldendijk

In 1972 werd dit waterschap opgeheven toen het opging in waterschap De Eem.